# Seznam rakousko-uherských velvyslanců ve Vatikánu
Toto je chronologický přehled diplomatických zástupců habsburské monarchie, respektive Rakousko-uherského císařství u Svatého stolce ve Vatikánu. V zahraniční politice habsburské monarchie měly diplomatické styky s papežským dvorem vždy prioritu vzhledem k tomu, že Habsburkové patřili v celoevropském měřítku k oporám katolické církve. Existence stálého diplomatického zastoupení ve Vatikánu se datuje již od roku 1691 (Antonín Florián z Lichtenštejna), později funkci velvyslanců u papežského dvora často zastávali příslušníci české šlechty (Jiří Adam II. z Martinic, František de Paula Hrzán z Harasova, Alois Václav z Kounic). Někteří diplomatičtí zástupci disponovali jen titulem vyslance, až v roce 1856 bylo zřízena stálá ambasáda s titulem velvyslance. 

## Seznam rakousko-uherských velvyslanců u Svaté stolice 1867–1918
| Jméno (životní data)                           | Foto | Nástup do funkce   | Konec funkce       |
| ---------------------------------------------- | ---- | ------------------ | ------------------ |
| Albert hrabě Crivelli (1816–1868)              |      | 13. prosince 1867  | 2. května 1868     |
| Ferdinand hrabě Trauttmansdorff (1825–1896)    |      | 19. září 1868      | 25. dubna 1872     |
| Alois baron Kübeck von Kübau (1818–1873)       |      | 25. dubna 1872     | 14. května 1873    |
| Ludvík hrabě Paar (1817–1893)                  |      | 19. listopadu 1873 | 14. října 1888     |
| Friedrich hrabě Revertera (1827–1904)          |      | 29. listopadu 1888 | 29. listopadu 1901 |
| Nikolaus hrabě Széscen (1857–1926)             |      | 29. listopadu 1901 | 23. ledna 1911     |
| Johann princ Schönburg-Hartenstein (1864–1937) |      | 25. března 1911    | 11. listopadu 1918 |